# 江苏省国家安全厅
江苏省国家安全厅是江苏省人民政府主管全省国家安全工作的组成部门。负责和管理地区防范、打击危害国家安全行为的工作，开展隐蔽战线的对敌斗争，保卫国家安全，维护社会政治稳定。

## 领导
- 王金陵（2007年3月—2014年7月）
- 刘旸（2014年7月—2017年9月）
- 陈德鹰（2017年9月—）

## 重大事件
- 1996年，探测到王冠都多次经密码广播接受中华民国国防部军事情报局的派遣任务。[1]
- 2018年9月25日，中国公民季超群在美国芝加哥被捕，被控在中华人民共和国江苏省国家安全厅一名高级情报官员的指导下，在美国境内招募工程师和科学家充当中国共产党间谍。[2]
- 2018年10月9日，在比利时因涉嫌盗取美国航空机密而被捕的江苏省国家安全厅副处长徐炎钧被引渡至美国，美国司法部指控其涉嫌窃取美国公司商业机密。[3]